# Dhaka (divisie)
Dhaka is een divisie (Dhaka) van Bangladesh.

## Bestuurlijke indeling
Dhaka is onderverdeeld in 13 zila (districten), 123 upazila/thana (subdistricten), 1248 unions, 25244 dorpen en 64 gemeenten. Oorspronkelijk bestond de divisie uit 17 districten maar de vier noordelijke districten scheidde zich af in 2015 en vormen sindsdien de divisie Mymensingh.

### Districten
De divisie is onderverdeeld in districten (zila):
- Dhaka, Faridpur, Gazipur, Gopalganj, Kishoreganj, Madaripur, Manikganj, Munshiganj, Narayanganj, Narsingdi, Rajbari, Shariatpur en Tangail.